# 古川琢也
古川 琢也（ふるかわ たくや、1976年〈昭和51年〉3月17日 - ）は、日本のルポライター、ジャーナリスト、フリーライター。

## 来歴
- 長野県長野市出身。早稲田大学第一文学部卒業後、東京商工リサーチの調査員、ミニコミ紙記者を経て2007年からフリーランスに。内藤朝雄著『〈いじめ学〉の時代』などで編集協力を手がける。
- 2008年より「週刊金曜日」「宝島」などで署名記事を書き始める。同年12月、週刊金曜日取材班との共著でセブン-イレブンの暗部を取材した『セブン-イレブンの正体』を刊行。刊行後間もなく、取次会社トーハンから委託配本を拒否[1][2]された。

## 著書
- 『セブン-イレブンの正体』、金曜日、2008年12月、ISBN 4906605524
- 『ブラック企業完全対策マニュアル』、晋遊舎新書、2013年5月、ISBN 4863917945